# Crossmaglen
Crossmaglen (Iers: Crois Mhic Lionnáin) is een plaats in het Noord-Ierse district Newry and Mourne. Crossmaglen telt 1449 inwoners. Hiermee is het het grootste dorp in County Armagh. Van de bevolking is 0,8% protestant en 99% katholiek. In het dorp staat een grote observatietoren die plaatselijk ook wel "look-out post" genoemd wordt. De naam van het dorp betekent letterlijk 'Kruis van de zoon van Lennon', een referentie naar de twee wegen die elkaar kruisen op het dorpsplein en die de plaatsen Dundalk met Keady and Carrickmacross met Newry verbinden. Lennon is waarschijnlijk Owen Lennon, een bewoner uit de 18e eeuw die berucht was op zijn "shebeen", een illegale bar.

## Geboren
- Oisín McConville (1975), footballspeler